# Гайний Віктор Станіславович
Ві́ктор Станісла́вович Гайний (24 квітня 1932, Житомирщина — 1994, Пряшів) — український письменник, поет і драматург, актор Українського національного театру в Пряшеві.

## Біографія
Народився в Україні у с. Гуто-Мар'ятин[джерело?] Житомирської області. Тут у 1946 році закінчив семирічку, наступного року, уде як учень середньої школи, коли волинські чехи масово переселяються на батьківщину, він теж переїжджає в м. Аша і починає працювати робітником. Через два роки перебирається на Словаччину у м. Пряшів, де влашитувався на роботу актором Українського національного театру. Основне місце діяльності — Український Національний Театр (Пряшів) — працює актором з 1949.

## Творчість
Збірки поезій: «Шумлять Бескиди» (1959), «Весінній передзвін» (1972), «Стеками гаїв» (1981).
Автор драматичних творів: «Одного чудового дня» (1959), «Недокінчений епізод» (1963), «Поема про любов» (1967), «Світло і тінь» (1969), «Мрійники» (1977), «Там, де щебечуть соловї» (1983), «Пригоди чотирьох зайченят» (1987).
Ролі у виставах:
- «Вовчиха» — за Кобилянською — Юрко,
- «Лісова пісня» Лесі Українки — Лукаш,
- «Одруження» Гоголя — Жевакін,
- «Сватання на Гончарівці» Квітки-Основ'яненка — Стецько,
- «Хліб наш насущний» — за п'єсою «97» Куліша — Панько.

п'єси (Мрійники, Там, де щебечуть солов'ї), поетичні збірки.